# 京都市立樫原中学校
京都市立樫原中学校（きょうとしりつ かたぎはらちゅうがっこう）は、京都府京都市西京区樫原にある公立中学校。

## 沿革
- 1974年9月 - 京都市立桂中学校に桂中学校西分校を設置
- 1975年4月 - 京都市立桂中学校から独立・分離し、京都市立樫原中学校として開校
- 1978年4月 - 西分校を校内に設置
- 1979年2月 - 西分校が独立し、京都市立洛西中学校として分離
- 1989年4月 - 京都市立大枝中学校開校により、京都市立大枝小学校の校区を分離
- 1992年10月 - コンピューター教室を設置
- 1997年4月 - 養護・育成学級を設置
- 2001年10月 - 学校給食を導入
- 2007年3月 - 3年生30人学級実施

## 通学区域
以下の小学校区を通学区域とする。
- 京都市立樫原小学校（全域）
- 京都市立松陽小学校（全域）

## 校区内の主な施設
- 京都桂病院
- 京都大学桂キャンパス
- 樫原廃寺跡

## 交通アクセス
- 阪急京都本線 桂駅徒歩22分
- 東海道本線（JR京都線） 桂川駅下車
  - バス停「国道三ノ宮」徒歩2分

## 著名な出身者
- 福留慧美（バレーボール選手：デンソーエアリービーズ）

## 通学区域が隣接している学校
- 京都市立桂川中学校
- 京都市立桂中学校
- 京都市立松尾中学校
- 京都市立大枝中学校
- 京都市立洛西中学校
- 向日市立西ノ岡中学校

その他、樫原中校区の飛び地が、以下の学校の区域とも隣接している。
- 亀岡市立詳徳中学校